# Мод Адамс (акторка США)
Мод Адамс (англ. Maude Adams, уроджена Мод Юінг Кіскадден (англ. Maude Ewing Kiskadden), 11 листопада 1872 — 17 липня 1953) — американська театральна акторка.

## Життєпис
Народилася 1872 році в Солт-Лейк-Сіті штату Юта в сім'ї мормонів. Її мати, Енні Кіскадден, була акторкою, і юна Адамс провела свої перші роки в частих гастролях з нею провінційними театрами. Її дебют відбувся у віці дев'яти місяців, а у 5-річному віці вона вже виступала на театральних сценах Сан-Франциско. У 1888 році відбувся дебют Мод Адамс на Бродвеї, що започаткувало її яскраву та успішну кар'єру на сценах Нью-Йорка. Велику популярність у наступні роки їй принесли ролі в п'єсах Бал-маскарад, Метелики, Кристофер молодший, Маленький священик, Орлеанська діва та Пітер Пен, роль Венді в якій зробила її головною зіркою Бродвею початку XX століття і приносила нечувані на той час 20 тисяч доларів на місяць. У США вона була моделлю для цього персонажа понад 100 років після цього. У 1909 році чеський живописець Альфонс Муха зобразив актрису на одному зі своїх плакатів в образі Жанни д'Арк.
У травні 1917 року, на вершині своєї популярності, акторка покинула театральну сцену. Надалі Адамс співпрацювала з компанією « General Electric», де брала участь у створенні більш потужних та ефективних освітлювальних приладів для театру. Наприкінці 1920-х років вона на короткий час повернулася на театральну сцену, де взяла участь у низці провінційних вистав п'єс Шекспіра. Акторці неодноразово пропонували з'явитися на великому екрані, але всі переговори з нею щоразу закінчувалися провалом. З 1937 по 1943 рік Мод Адамс очолювала відділення драматургії в коледжі Стівенс у місті Колумбія, штат Міссурі.
Протягом багатьох років свого життя акторка підтримувала тісний зв'язок із черницями католицького Ордену сестер Сіонської світлиці. У 1917 році вона навіть подарувала їм свій маєток на озері Ронконкому на Лонг-Айленді для послушниць ордену та самітників. У середині 1940-х років Мод Адамс усамітнилася у своєму заміському будинку в селі Теннерсілль у штаті Нью-Йорк, де й померла у 1953 році на 81-му році життя. Її тіло було перевезено на Лонг-Айленд, де без зайвого шуму поховано на цвинтарі монастиря сестер Сіонської світлиці. Нині у маєтку, переданому нею черницям, розміщується церковний притулок і музей пам'яті Мод Адамс.

## Особисте життя
Мод Адамс часто описували як сором'язливу. За словами Етель Беррімор, вона була справжньо «жінкою, яка хоче бути сама». Її замкнутий спосіб життя, включаючи відсутність будь-яких стосунків з чоловіками, сприяв доброчесному та невинному публічному іміджу, що відобразився в її найуспішніших ролях. Біографи дійшли висновку, що Адамс була лесбійкою. У неї були двоє тривалих стосунки, які закінчувалися зі смертю її партнерок: з Ліллі Флоренс з початку 1890-х років й до 1901 року та з Луїзою Бойнтон з 1905 до 1951 року.:16

## У масовій культурі
Персонаж Еліз МакКенна в романі Річарда Метісона 1975 року Bid Time Return та його екранізації 1980 року «Десь у часі» (роль якої зіграла Джейн Сеймур) була заснована на життєписі Мод Адамс

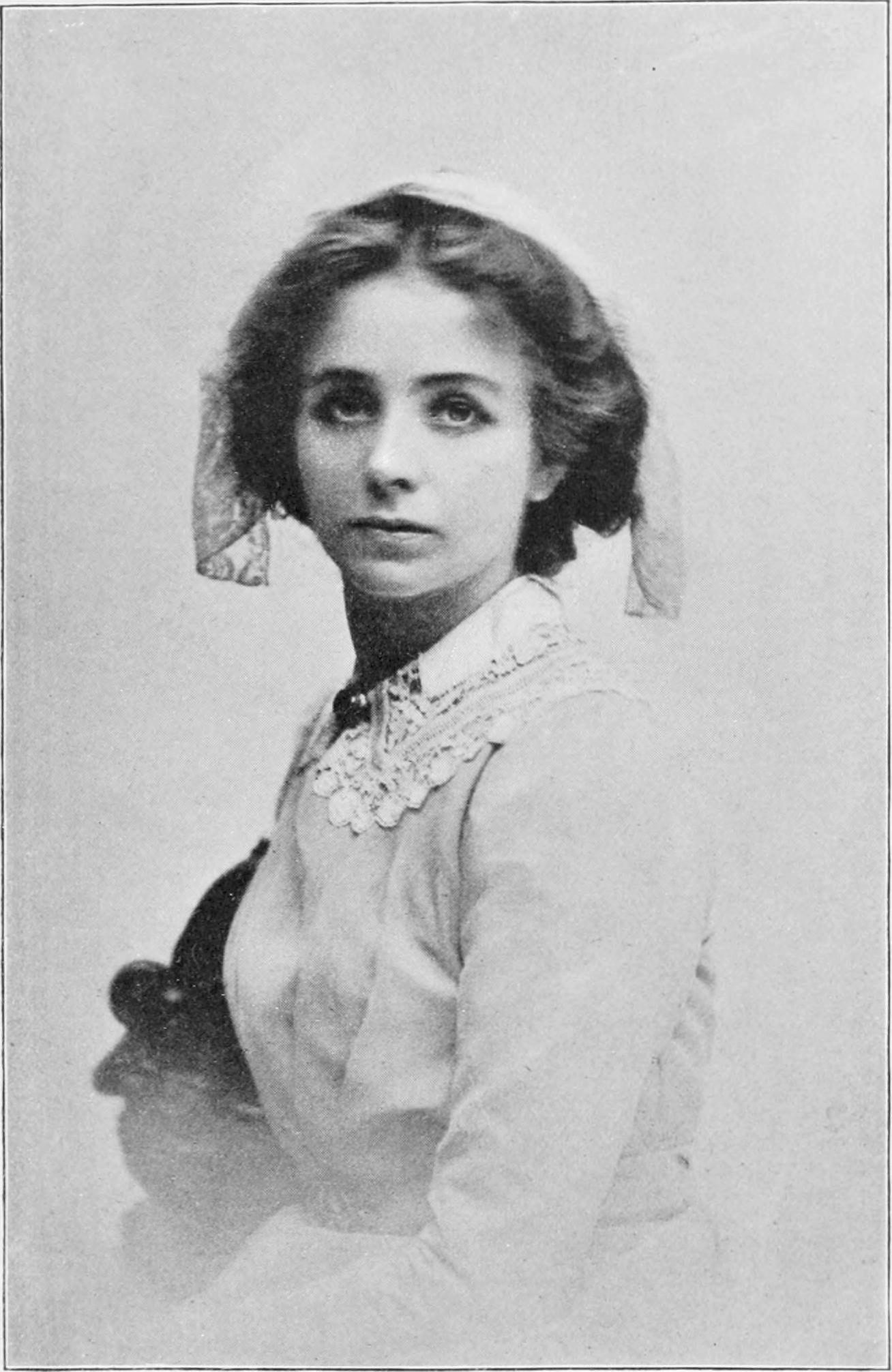
Адамс у ролі Фібі у Quality Street (1901)

## Виступи на Бродвеї
- Платник — 1888
- Лорд Чамлі — 1888
- Опівнічний дзвін — 1889
- Чоловіки і жінки — 1890
- Бал-маскарад — 1892
- Метелики — 1894
- Магазин дрібничок — 1894
- Молода необачна пара — 1895
- Крістофер молодший — 1895
- Сквайр дам — 1896
- Розмарі — 1896
- Маленький міністр — 1897 та 1904
- Ромео і Джульєтта — 1899
- L'Aiglon — 1900 рік
- Вулиця Якості — 1901 рік
- Гарненька сестра Хосе — 1903
- «Op o' Me Thumb» — 1905 рік
- Пітер Пен (на основі роману Пітер і Венді) — 1905, 1906, 1912 і 1915 роки
- Вулиця Якості — 1908
- Шути — 1908
- Що знає кожна жінка — 1908
- Шантеклер — 1911 рік
- Легенда про Леонору — 1914
- Маленький міністр — 1916
- Поцілунок для Попелюшки — 1916